# Kopal
Kopal er en fælles betegnelse for adskillige sorter harpiks, der bruges i farve- og lakfabrikation. Kopaler bruges også i visse former for røgelse bl.a. kongerøgelse. De inddeles i bløde og hårde kopaler (hårdheden sammenlignes med stensalts). Nogle af kopalerne er fossile og nærmer sig rav.

## Nogle bløde kopaler
Kuglekopal eller vestindisk kopal er bløde kopaler fra Vestafrika og Vestindien.
Kaurikopal er en fossil kopal, der findes i Australien. Den findes i klare klumper, der kan være fra lysegule til brune i farven. Den har en behagelig lugt. Den anvendes en del i  lakfabrikationen.
Manilakopal ligner i udseende kaurikopal, men har et lidt lavere smeltepunkt.
Borneokopal er lysegul og har som regel drypstensform.

## Nogle hårde kopaler
Zanzibarkopal er fossil og opgraves på Afrikas østkyst. Klumperne har ofte en overflade, der minder om gåsehud. Den kan være fra bleggul til rødlig i farven. Det er den hårdeste og værdifuldeste af kopalerne med et højt smeltepunkt. 
Sierra Leone-kopal eller kiselkopal findes som kugle- eller dråbeformede stykker. Udvendigt er de mørke og uklare, indeni er de glasklare og kan være bleggule, rødlige eller grønlige.
Angolakopal findes i uregelmæssige klumper med en tyk, rødgul skorpe. Indeni er de farveløse eller lysegule. Smeltepunktet er højt. 
Benguelakopal findes i nævestore klumper, der indvendigt er lysegule.

## Anvendelse og egenskaber
De forskellige kopaler kan ikke opløses i de samme opløsningsmidler. Borneo-, Angola-, Benguela- og Manilakopal kan opløses i absolut alkohol. I iltet terpentinolie kan Manila-, Kauri- og Sierra Leonekopal opløses, hvis de forinden er pulveriseret fint. Borneo- og Benguelakopal kan også opløses i iltet terpentinolie. Kauri- og Manilakopal kan opløses i rosmarinolie og kajeputolie. 
For at kopal kan bruges til fremstilling af fede olielakker, skal de ophedes i en retort, ved tørdestillation. Herved mister de et indhold af vand og forskellige olier. 